# Massacro di Guadalupe Canyon
Il massacro di Guadalupe Canyon fu un incidente occorso nell'agosto del 1881 nell'area del Guadalupe Canyon, in Arizona, presso quello che oggi è il confine tra l'Arizona ed il Nuovo Messico. Cinque cowboys statunitensi vennero uccisi in un'imboscata da contrabbandieri messicani come ritorsione per il massacro di Skeleton Canyon.

### Fonti
- Stuart N. Lake, Wyatt Earp, frontier marshal, 1931. Prima biografia autorizzata di Wyatt Earp, basata su di un'intervista rilasciata a Lake da Earp nel 1928. Il volume raccoglie anche i testi dell'autobiografia che Earp dettò nel 1926 a John H. Flood.
- Alford E. Turner, The O.K. Corral inquest, College Station (Texas), 1981, ISBN 0-932702-16-3. Il volume raccoglie i documenti originali del processo condotto dal giudice di pace Spicer, analizzati ed annotati dell'autore Turner. Viene considerata la più autorevole fonte di informazioni sugli Earp.
- I Married Wyatt Earp: The Recollections of Josephine Sarah Marcus Earp, ed. Glenn G. Boyer, University of Arizona Press, 1998, ISBN 0-8165-0583-7. Le memorie della moglie di Wyatt Earp, Josephine Marcus.
- Billy Breakenridge, Helldorado: Bringing the Law to the Mesquite, Boston, 1928, ed. Richard M. Brown, University of Nebraska Press, 1992, ISBN 0-8032-6100-4.